# Sefkerin
Sefkerin (cyr. Сефкерин) – wieś w Serbii, w Wojwodinie, w okręgu południowobanackim, w gminie Opovo. W 2011 roku liczyła 2522 mieszkańców.